# Paalsteek
De paalsteek of bulinknoop is een knoop die gebruikt wordt om een niet schuivende lus in een touw te maken.
De paalsteek wordt veel in de scheepvaart gebruikt om een lus in een meerlijn te maken wanneer daar geen oogsplits in ligt. De meerlijn wordt met de lus om een paal gelegd, waarna de lijn op de boot vastgemaakt kan worden. Een sterke en mooie variant is de waterpaalsteek.
Laat men de lus weg, dan is de paalsteek identiek aan een schootsteek.

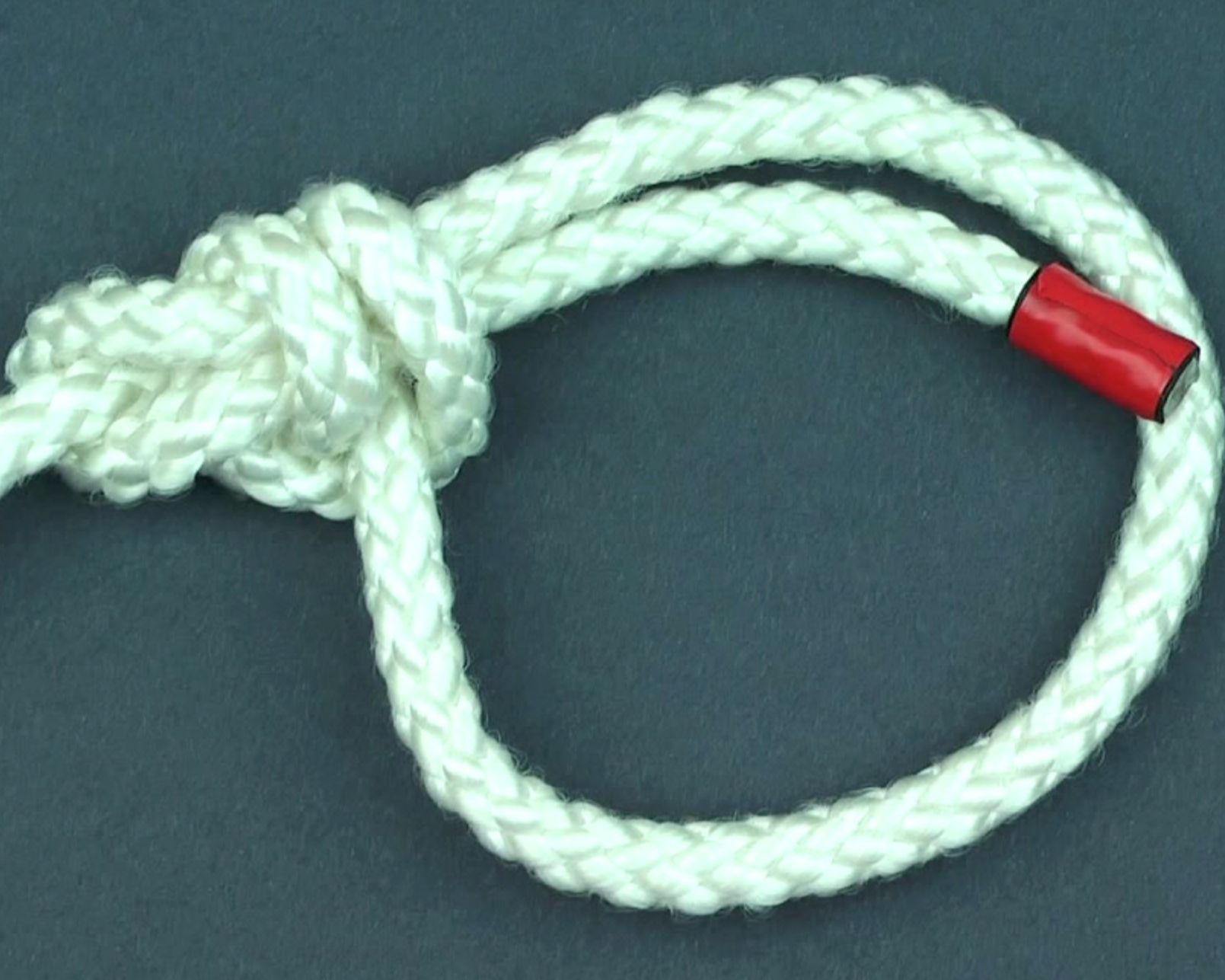
Waterpaalsteek

## Paalsteek in de klimsport
In de klimsport wordt de paalsteek ook gebruikt. Doel daarvan is het verkrijgen van een niet schuivende lus, die eenvoudig weer los te maken is. De lus wordt gebruikt om het touw aan de klimgordel vast te maken.
Aangezien de paalsteek de neiging heeft om zichzelf los te werken bij een dubbele belasting in de lus (bijvoorbeeld bij een reddingsoperatie), is het absoluut noodzakelijk om hem af te binden met een stopknoop. Een andere variant die zeer veel gebruikt wordt bij speleologie is de dubbele paalsteek.